# Caden Clark
Caden Christopher Clark (Medina, Minnesota, 27 de mayo de 2003) es un futbolista estadounidense que juega como centrocampista en el CF Montréal de la MLS.

## Trayectoria

### Carrera temprana
Nacido en Medina, Minnesota en los Estados Unidos, Clark comenzó su carrera con las divisiones juveniles del Minnesota Thunder en el 2015. También jugó para la academia del Barcelona en Arizona.

### New York Red Bulls II
En febrero de 2020, Clark firmó con el club New York Red Bulls II que participa en la USL Championship el campeonato de la segunda división de fútbol en Estados Unidos. Hizo su debut en la liga con el club el 17 de julio de 2020 contra Hartford Athletic y anotó su primer gol el 29 de agosto de 2020 contra el Loudoun United.

### New York Red Bulls
El 10 de octubre de 2020, New York Red Bulls adquirió sus derechos de la MLS de Minnesota United a cambio de $ 75,000 de dinero de asignación general, y fue contratado para la lista del primer equipo de New York Red Bulls.
Hizo su debut con los New York Red Bulls y anotó contra Atlanta United el 10 de octubre de 2020 durante una victoria por 1-0 para el club. Siguió con un gol del empate desde fuera del área en su segunda aparición con los Red Bulls. El gol llegó poco después de que ingresó al juego como suplente en la segunda mitad y aseguró un punto para los Red Bulls contra Toronto F. C. el 14 de octubre de 2020. convirtiéndose en el jugador más joven en anotar en sus dos primeros partidos de la MLS.
Clark se sometió a una apendicectomía en junio de 2021, lo que le hizo perder un mes de acción.

### R. B. Leipzig
El 24 de junio de 2021, se anunció que Clark se trasladaría a la Bundesliga con el R. B. Leipzig, pero permanecería cedido en Nueva York hasta el final de la temporada 2021.

### Regreso a préstamo a New York Red Bulls
El 9 de febrero de 2022, regresó a los Red Bulls para la temporada 2022 de la MLS, con opción a extender el préstamo. Clark anotó su primer gol de la temporada el 27 de agosto de 2022 en la victoria por 3-1 contra Inter de Miami.

### Préstamo a Vendsyssel FF
El 1 de septiembre de 2023 se confirmó que Clark había sido cedido al Vendsyssel FF de la 1.ª División danesa por el resto de 2023.

### Minnesota United
El 7 de septiembre de 2023, se anunció que el Minnesota United había fichado a Clark a partir del 1 de enero de 2024.

### CF Montréal
El 8 de agosto de 2024 fue traspasado al CF Montréal a cambio de 50 000 dólares en dinero de asignación general de 2024 y una selección de segunda ronda en el SuperDraft de la MLS de 2025.

## Vida privada
Clark es de ascendencia austrohúngara lejana a través de su madre.

## Estadísticas

### Clubes
Actualizado al último partido jugado el 17 de septiembre de 2022
| Club                                 | Div.          | Temporada     | Liga  | Liga  | Copas nacionales | Copas nacionales | Copas internacionales | Copas internacionales | Total | Total |
| Club                                 | Div.          | Temporada     | Part. | Goles | Part.            | Goles            | Part.                 | Goles                 | Part. | Goles |
| ------------------------------------ | ------------- | ------------- | ----- | ----- | ---------------- | ---------------- | --------------------- | --------------------- | ----- | ----- |
| New York Red Bulls II Estados Unidos | 2.ª           | 2020          | 12    | 3     | 0                | 0                | 0                     | 0                     | 12    | 3     |
| New York Red Bulls II Estados Unidos | 2.ª           | 2022          | 5     | 1     | 0                | 0                | 0                     | 0                     | 5     | 1     |
| New York Red Bulls II Estados Unidos | Total club    | Total club    | 17    | 4     | 0                | 0                | 0                     | 0                     | 17    | 4     |
| New York Red Bulls Estados Unidos    | 1.ª           | 2020          | 8     | 3     | 0                | 0                | 0                     | 0                     | 8     | 3     |
| New York Red Bulls Estados Unidos    | 1.ª           | 2021          | 25    | 4     | 0                | 0                | 0                     | 0                     | 25    | 4     |
| New York Red Bulls Estados Unidos    | 1.ª           | 2022          | 16    | 1     | 1                | 0                | 0                     | 0                     | 17    | 1     |
| New York Red Bulls Estados Unidos    | Total club    | Total club    | 49    | 8     | 1                | 0                | 0                     | 0                     | 50    | 8     |
| Total carrera                        | Total carrera | Total carrera | 66    | 12    | 1                | 0                | 0                     | 0                     | 67    | 12    |

## Palmarés

### Títulos nacionales
| Título           | Club          | País     | Año  |
| ---------------- | ------------- | -------- | ---- |
| Copa de Alemania | R. B. Leipzig | Alemania | 2023 |

### Títulos internacionales
| Título                           | Equipo                                 | País     | Año  |
| -------------------------------- | -------------------------------------- | -------- | ---- |
| Campeonato Sub-20 de la Concacaf | Selección sub-20 de los Estados Unidos | Honduras | 2022 |